# Євщек
Євщек (словен. Jevšček) — мале поселення в общині Кобарід, Регіон Горишка, Словенія на межі з Італією. Висота над рівнем моря: 805,2 м.